# Чернохвостый олень
Чернохвостый олень (лат. Odocoileus hemionus) — вид оленя рода Odocoileus, в природе обитает на западе Северной Америки.

## Описание
Средних размеров олень, длина тела у самцов варьирует в пределах 126—168 см, у самок 125—156 см. Высота на уровне плеч 84—106 см у самцов, 80—100 см у самок. Масса тела у самцов 45—150 кг, у самок 43—75 кг. Уши длинные, до 25 см, напоминают уши мула, за что он и получил своё англоязычное имя «Mule Deer». Окраска спины варьирует от серо-тёмно-коричневого и пепельного цвета до коричневого и даже красноватого. Брюхо может быть белым или жёлтым, подгрудок белый. Хвост белый, на кончике часто имеется кисточка чёрной, реже белой шерсти. Иногда от шеи вдоль хребта имеется тёмная полоса, заканчивающаяся на кончике хвоста.. Окраска оленя не меняется в течение жизни. На морде имеется V-образная полоса, начинающаяся между глаз и далее расходится вперёд и в стороны; полоса наиболее отчётливо видна у самцов. В первый год развитие самок и самцов идёт параллельно, затем у самцов заметно увеличивается рост, вес, ширина грудной клетки, обхват шеи и другие физические параметры.

## Распространение
Естественный ареал включает в себя Северную Америку к западу от 100° зап. долготы в промежутке между 23° и 60° сев.широты. Северная граница ареала проходит в канадской провинции Саскачеван, далее на юг через американские штаты Северная и Южная Дакота, Небраска, Канзас и запад Техаса, и достигает центральной Мексики. Также отдельные популяции были обнаружены в Миннесоте, Айове и Миссури. Данный вид отсутствует на обширных засушливых территориях Невады, Южной Калифорнии, Юго-Западной Аризоны и района Большого Солёного озера в штате Юта. За исключением этих территорий, олень чернохвостый встречается во всех биомах, за исключением арктической тундры ..

## Образ жизни
Олень чернохвостый имеет тенденцию передвижения в пределах своей определённой территории, используя одни и те же зимние и летние кормовые участки в течение ряда лет. Рассеивание за пределы собственной территории происходит на расстояние не более 8 км, что иногда приводит к возникновению нового домашнего диапазона. Сезонные миграции происходят на уровне высот: летом олени выбирают горы и возвышенности, зимой опускаются на равнины и низменности. Такое передвижение объясняется более низкими температурами и обильным снежным покровом на возвышенностях, что препятствует пропитанию оленей и их мобильности. На засушливых территориях олени могут мигрировать в зависимости от сезонных климатических условий, регулирующих выпадение осадков.
Естественными врагами оленя чернохвостого являются пумы, койоты, волки,
рыжие рыси (Lynx rufus), барибалы, беркуты (Aquila chrysaetos) и одичавшие собаки.
В социальном плане олени чернохвостые живут кланами, состоящими из самок, родственными друг с другом по материнской линии. Самцы живут отдельно либо собираются в группы несвязанных между собой особей. Зимой и весной стабильность женских кланов и мужских групп регулируется иерархией подчинения: по мере увеличения плотности популяции увеличивается сигнальное поведение и борьба, а также уменьшаются игры между особями. Частота агрессивного поведения между полами считается низкой круглый год.
Имея большие уши и прекрасное зрение, самцы могут заметить появление другого животного на расстоянии до 600 м. При появлении опасности, они могут попытаться спрятаться или сделать угрожающую позу в надежде перехитрить хищника. Они также могут убежать в другое место ещё до того, как хищник их заметил, или по-возможности быстро забраться высоко в гору, чтобы хищник посчитал эту добычу слишком тяжёлой для себя. Наконец, при близкой опасности олень делает непредсказуемые броски в разные стороны или ищет преграду между собой и хищником. Олень чернохвостый хорошо плавает, но редко использует источники воды при бегстве.
Олень чернохвостый является жвачным животным, и его популяция напрямую зависит от наличия удобоваримых сочных кормов. Диета оленя состоит из приблизительно равной пропорции деревянистых веточек и трав. Они также питаются желудями, бобами и свежими фруктами, включая ягоды и косточковые плоды, которые богаты клетчаткой и хорошо перевариваются.
Брачный период у чернохвостых оленей происходит в конце ноября — середине декабря, в это время самцы выясняют между собой отношения в борьбе за самку. Беременность длится 204 дня, пик появления детёнышей наступает в середине июня — начале июля. Молодые оленята весят 2-5 кг, как правило детёныши-самцы крупнее.

## Классификация
Различают следующие подвиды оленя чернохвостого:
- Odocoileus hemionus californicus — Калифорния
- Odocoileus hemionus cerrosensis — остров Седрос в Мексике
- Odocoileus hemionus columbianus — Британская Колумбия и Северная Калифорния
- Odocoileus hemionus crooki — Северная Мексика
- Odocoileus hemionus eremicus — Северо-запад Мексики и Аризона
- Odocoileus hemionus fuliginatus — Калифорния
- Odocoileus hemionus hemionus — Западная и Центральная Америка
- Odocoileus hemionus inyoensis — Калифорния
- Odocoileus hemionus peninsulae — Нижняя Калифорния на полуострове Калифорния в Мексике
- Odocoileus hemionus sheldoni — остров Тибурон в Мексике
- Odocoileus hemionus sitkensis — побережье и острова Британской Колумбии